# Lennart Heckel
Lennart Heckel (* 5. April 2002) ist ein deutscher Volleyballspieler.

## Karriere
Heckel spielte von 2017 bis 2021 mit den Volley Youngstars Friedrichshafen, dem Nachwuchs des VfB Friedrichshafen in der Zweiten Liga Süd. In der Saison 2021/22 war der Mittelblocker mit dem TSV Unterhaching erstmals in der ersten Liga aktiv. Die Hachinger kamen ins DVV-Pokal-Viertelfinale, verpassten aber in der Bundesliga als Tabellenneunter die Playoffs. Heckel wechselte danach zum belgischen Erstligisten Lindemans Aalst. Nach einem Jahr kehrte er in die Bundesliga zurück und spielte für Aufsteiger FT 1844 Freiburg. Die Freiburger erreichten das Viertelfinale im DVV-Pokal 2023/24 und wurden Zehnter in der Bundesliga-Saison. Heckel zog danach weiter zum Ligakonkurrenten Baden Volleys SSC Karlsruhe.